# 清河邨公共運輸交匯處

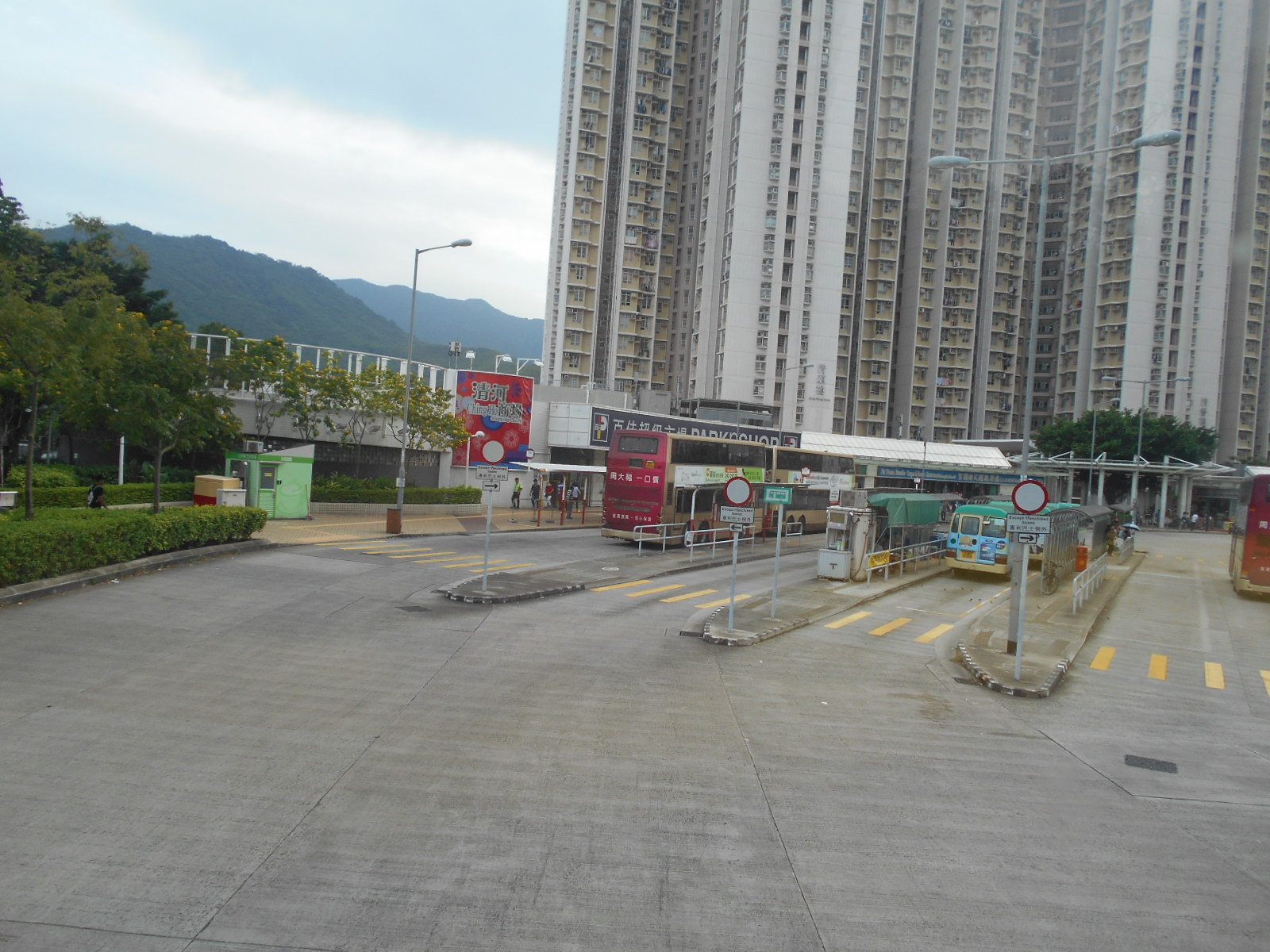
交匯處背面

清河邨公共運輸交匯處（英文：Ching Ho Estate Public Transport Interchange）是位於香港新界北區上水清河邨的巴士總站。位於清曉路清河邨商場對出，在清河邨、清濤苑和御皇庭之間，北區醫院附近。現時有兩條巴士路線及一條小巴路線以此處為總站，亦有7條巴士路線途經此站，另外設有新界及市區的士站。

## 歷史
- 2006年7月16日：273B線投入服務。
- 2007年10月：巴士總站啟用
- 2008年12月7日：273B線正式遷入本站為總站、70K線開始繞經本站。
- 2009年6月17日：專線小巴502線投入服務。
- 2010年8月26日：273D線投入服務。
- 2010年12月13日：270P線投入服務。
- 2010年12月20日：373A線繞經本站。
- 2011年1月24日：70X線繞經本站。
- 2013年8月24日：76K線遷入本站為總站。

## 總站路線資料

### 九龍巴士70K線
- 粉嶺（華明） ↺ 上水（清河）

由九龍巴士營運的一條路線，提供粉嶺南區來往上水、石湖墟及聯和墟的巴士服務。於1985年11月17日起投入服務。於1993年5月9日起改為循環運作，總站設於華明。為配合清河邨第一及第二期入伙，於2008年12月7日起繞經清河邨巴士總站。

### 九龍巴士76K線
- 上水（清河） ↔ 朗屏邨

由九龍巴士營運的一條路線，提供上水來往元朗的巴士服務。於2013年8月24日，配合北區「區域性巴士路線重組」第二階段實施，北區總站縮短至清河邨。

### 九龍巴士273B線
- 清河邨 ↺ 上水站

由九龍巴士營運的一條路線，提供清河邨、御皇庭及港鐵上水站巴士的接駁巴士服務。於2006年7月16日起投入服務，以配合清河邨及御皇庭入伙。亦於2008年12月7日起正式遷入本站為總站。

### 過海隧道巴士R673線
- 上水（清河邨）→ 銅鑼灣（維園正門）

### 新界區專線小巴502線
- 清河邨 ↔ 那打素醫院

由吳樂父子有限公司承辦的一條路線，供上水清河邨、北區醫院、嘉福邨、港鐵粉嶺站、欣盛苑、華明邨、雍盛苑來往大窩西支路、太和、大埔太和路（大埔中心）、富亨及大埔那打素醫院的專線小巴服務。於2009年6月17日起投入服務。

## 途經路線資料

### 九龍巴士76K線（特別班次）
- 粉嶺（華明） → 朗屏邨

### 九龍巴士270D線
- 粉嶺（聯和墟） ↔ 深水埗

### 九龍巴士270P線
- 上水 → 九龍站

由九龍巴士營運的一條路線，是270A的晨早特別班次，提供上水、清河邨及粉嶺南往大角咀、旺角、油麻地、佐敦及尖沙咀中港碼頭的特快巴士服務，途經青沙公路，於2010年12月13日起投入服務。

### 九龍巴士270S線
- 尖沙咀東（麼地道） → 粉嶺（聯和墟）

由九龍巴士營運的一條路線，提供尖沙咀、佐敦、油麻地及旺角單向往粉嶺南、清河邨、上水、翠麗花園、馬適路及聯和墟的深宵巴士服務。於2013年8月17日投入服務。

### 九龍巴士273D線
- 上水 ↺ 粉嶺（華明）

由九龍巴士營運的一條路線，是273A的晨早輔助路線，提供來往清河邨、嘉福邨、華明邨、雍盛苑、欣盛苑的巴士服務。於2010年8月26日起投入服務，祇於星期一至五早上提供服務。

### 九龍巴士277E線
- 上水（天平） ↔ 藍田站

由九龍巴士營運的一條路線，提供上水及清河邨來往九龍灣、牛頭角、觀塘等地的特快巴士服務。於2013年8月24日開辦，是觀塘區往返北區的三條常規巴士路線之一。

### 九龍巴士277P線
- 上水（天平） ↔ 藍田站

由九龍巴士營運的一條路線，是277E的特別班次，提供上水、清河邨及粉嶺南來往鑽石山、新蒲崗、九龍灣、牛頭角、觀塘等地的特快巴士服務。於2013年8月24日開辦，於每日早上及下午部份時段提供服務，是觀塘區往返北區的三條常規巴士路線之一。

## 過往路線
- 九龍巴士70X線

## 鄰近地點
| - 清河邨及清濤苑 - 御皇庭 |  | - 清河商場 - 北區醫院 - 保榮路遊樂場 - 保榮路體育館 |  | - 風中學 - 曾梅千禧學校 |  | - 上水官立中學 - 香海正覺蓮社佛教正慧小學 |  | - 祥龍圍邨 |